# Centro de Investigaciones y Estudios de Género
El Centro de Investigaciones y Estudios de Género o CIEG, antes conocido como Programa Universitario de Estudios de Género o PUEG es una entidad académica de la Universidad Nacional Autónoma de México, que investiga, publica y realiza labores docencia enfocada en los estudios de género. Fue creado en 1992 por el rector José Sarukhán y tuvo como primera directora a la doctora Graciela Hierro, filósofa y feminista.
El PUEG fue parte de la Coordinación de Humanidades, surge por la necesidad de tener "una instancia específica para investigar y reconceptualizar el conocimiento sobre los géneros y las maneras en que éstos han sido construidos socialmente".
En 1990 el Congreso Universitario estableció como compromiso definir pluralmente las características la problemática de género, a través de estudios académicos especializados, lo cual fue preámbulo a su fundación en abril de 1992.
Ha tenido actividad en el sistema penal y ha trabajado con mujeres en reclusión de Santa Martha Acatitla.
También realiza un análisis sobre la equidad en la misma UNAM para diseñar estrategias que reduzcan las brechas de género.
En 2010 el PUEG obtuvo el Premio Hermila Galindo de la Comisión de Derechos Humanos del DF.
Entre 2004 y 2013, su directora fue Marisa Belausteguigoitia.
En 2016, el Consejo Universitario de la UNAM aprobó la transformación del PUEG a CIEG para fortalecer el conocimiento teórico y práctico desde un enfoque desde una perspectiva interdisciplinaria.